# Електроциклічна реакція
Електроциклічна реакція (рос. электроциклическая реакция, англ. electrocyclic reaction) — перициклічна реакція, яка є внутрішньомолекулярним циклоприєднанням i проходить з утворенням σ-зв'язку між кінцями кон'югованої лінійної π-системи, що супроводиться зменшенням у ній на одиницю кількості π-зв'язків, а також обернений процес (ретро-циклоприєднання). Може бути як термічною, такі фотохімічною, яка звичайно відбувається стереоспецифічно.
Термічно може йти чотирма стереохімічними шляхами, два з яких дисротаторні, а два — конротаторні. При тому, переважна стереохімічна спрямованість електроциклічних термічних реакцій визначається кількістю електронів, що беруть участь у синхронному процесі: якщо маємо 4n електронів — процеси будуть конротаторними, якщо 4n+2 — дисротаторними для перехідного стану з топологією Гюккеля, а для перехідних станів з топологією Мебіуса справедливе зворотне твердження.
До електроциклічних реакцій відносяться перегрупування лінійний алкенів, із спряженою системою {\displaystyle \pi }-зв'язків, що супроводжується утворенням нового {\displaystyle \sigma }-зв'язку й замиканням циклу, а також зворотні перегрупування із розривом {\displaystyle \sigma }-зв'язку у циклічній неграничній сполуці й утвореням сполук із спряженою системою {\displaystyle \pi }-зв'язків. Серед таких реакцій важливе місце займають 1,6-електроциклічні - шестиелектронні електроциклічні процеси. До нихвідносяться рекції циклізації гексатрієну, його похідних й гетероаналогів й розкриття циклу у циклогексадієні.